# Lutz D. Schmadel
Lutz D. Schmadel, nemški astronom, * 2. julij 1942, Berlin, † 21. oktober 2016.
Lutz D. Schmadel je deloval na nemškem Astronomskem računskem inštitutu na Univerzi v Heidelbergu. 
Njemu v čast so poimenovali asteroid 2234 Schmadel, ki ga je leta 1977 odkril nemški astronom Hans-Emil Schuster.

## Raziskovalno delo
Schmadel  se je veliko ukvarjal s proučevanjem lastnosti tirnic asteroidov. Odkril je veliko asteroidov, med njimi so pomebnejši 8661 Ratzinger, 10114 Greifswald in 11508 Stolte. Pripravil je Slovar imen asteroidov, v katerem so podatki o odkritjih in imenovanju 12.804 asteroidov (v marcu 2006).

## Dela
- Dictionary of minor planet names (5. izdaja). Springer Verlag, Berlin/Heidelberg 2003, ISBN 3-540-00238-3
- Dictionary of minor planet names (dodatek 5. izdaji). Springer Verlag, Berlin/Heidelberg 2006, ISBN 3-540-34360-1
- Dictionary of minor planet names (internetna online izdaja). Springer Verlag, Berlin/Heidelberg 2006, ISBN 978-3-540-29925-7